# Li Shaohong
Li Shaohong (Suzhou, 7 de julho de 1955) é uma diretora e produtora de cinema e televisão chinesa, considerada membro do movimento cinematográfico conhecido como quinta geração e uma das cineastas mais destacadas de seu país. Seus filmes têm ganhado múltiplos prêmios em Chinesa e no estrangeiro, entre eles o Montgolfiere de Ouro no Festival dos Três Continentes de 1992 (por Bloody Morning), e o Urso de Prata no Festival Internacional de Cinema de Berlim de 1995 (por Blush).

## Biografia
Li nasceu o 7 de julho de 1955 em Suzhou, província de Jiangsu. Em 1969, quando só tinha catorze anos, se incorporou ao exército na região de Sichuan, trabalhando num hospital militar. Considerando sua vida na milícia, o produtor disse que existem muitos regulamentos militares para se adequar à sua personalidade, então ele decidiu seguir a carreira no cinema. Depois do fim da Revolução Cultural, foi admitida na Academia de Cinema de Pequim em 1978, formando em seu departamento de direção cinematográfica em 1982.

## Carreira
Nesse mesmo ano, Li uniu-se aos Estudos Cinematográficos de Pequim, onde trabalhou como assistente de direcção em vários filmes. Em 1988 dirigiu seu primeiro filme, The Case of the Silver Snake.
Seu filme de 1990 Bloody Morning foi um grande sucesso, ganhando múltiplos prêmios em Chinesa, Taiwán, França e Alemanha, incluindo o Montgolfiere de Ouro no Festival dos Três Continentes de 1992 em Nantes. Foi reconhecida como membro do movimento da quinta geração do cinema chinês, um grupo de cineastas da Chinesa continental que surgiu pela primeira vez a princípios ou mediados dos anos 1980, junto com outros directores como Zhang Yimou e Chen Kaige. Ao igual que outros filmes da quinta geração, as obras de Li Shaohong com frequência se centram no lado rural da sociedade chinesa.
Em 1994 dirigiu o filme Blush, adaptada da novela homónima de Sua Tong sobre duas prostitutas de Shanghái na época da libertação em 1949. O filme ganhou o Urso de Prata por Lucro Individual Sobresaliente no 45º Festival Internacional de Cinema de Berlim em 1995.
Com o filme Baober in Love de 2004, Li afastou-se da temática de seus trabalhos anteriores e aventurou-se no reino do realismo mágico.
Li também é produtora e tem sua própria companhia de produção cinematográfica. Converteu-se num nome familiar em Chinesa e é considerada uma das melhores cineastas desse país. Também tem dirigido vários dramas para televisão, incluindo Palace of Desire (1998), que ganhou o 18º prêmio Golden Eagle ao melhor drama para televisão, e The Dream of Rede Mansions (2010).

## Filmografía
| Ano  | Título internacional         | Título em chinês |
| ---- | ---------------------------- | ---------------- |
| 1988 | The Case of the Silver Snake | 银蛇谋杀案       |
| 1990 | Bloody Morning               | 血色清晨         |
| 1992 | Family Portrait              | 四十不惑         |
| 1994 | Blush                        | 红粉             |
| 1997 | The Rede Suit                | 红西服           |
| 1998 | Palace of Desire             |                  |
| 2004 | Baober in Love               | 恋爱中的宝贝     |
| 2005 | Stolen Life                  | 生死劫           |
| 2006 | The Door                     | 门               |
| 2010 | The Dream of Rede Mansions   |                  |
| 2019 | Poetry of the Song Dynasty   | 大宋宫词         |
| 2019 | A City Called Macau          | 妈阁是座城       |